# Wulmeringhausen
Wulmeringhausen ist ein Ortsteil der Stadt Olsberg im Hochsauerlandkreis. Ende 2023 hatte Wulmeringhausen 437 Einwohner.

## Geografie

### Geografische Lage
Wulmeringhausen liegt am Eingang des Negertales, sechs Kilometer südlich von Olsberg an der L 742 Richtung Winterberg. Das Negertal verläuft parallel zum Ruhrtal und stellt die Nebenstrecke nach Winterberg zur Verfügung. Die Tallage ist geprägt durch die Neger. Nordwestlich begrenzen der Ohlenberg (729 m) und die Wiedegge (732 m), nordöstlich der Hillerk (463 m), westlich der Overlackersberg (653 m), südwestlich der Wolkenberg (617 m) und südöstlich der Papenbusch (492 m) den Ort. In der Tallage ist der Ort 350 m über NN.

### Nachbargemeinden
Wulmeringhausen ist seit dem 1. Januar 1975 ein Ortsteil der Stadt Olsberg. 2 km östlich liegt Assinghausen, 5 km südlich Brunskappel. Über den Papenbusch erreicht man Wiemeringhausen, das etwa 6 km südöstlich liegt. Zu den Nachbargemeinden zählen noch Bigge, Gevelinghausen und Elpe.

## Geschichte
Das Dorf wurde um das Jahr 1312 erstmals urkundlich erwähnt. Um 1570 sind die St.-Johann-Gruben bei Wulmeringhausen beurkundet. In Wulmeringhausen wurde seit dieser Zeit Blei und Zink abgebaut. Im 17. Jahrhundert legten Italiener die „Grube Gottesgabe“ an. Südlich des Ortes entstand eine Hammerwäsche. Noch heute ist der Ort geprägt von seiner Bergbaugeschichte. So finden sich überall Abraumhalden und Stollenmundlöcher. Der Bergbau wurde bis etwa 1900 betrieben. Wulmeringhausen zahlte für den wirtschaftlichen Erfolg einen hohen Preis, denn der Ort wurde ein Witwendorf: die in der Grube beschäftigten Männer wurden im Schnitt nur 35 Jahre alt. In seiner Blütezeit wurden Stollen bis 165 m unter die Talsohle getrieben. Dieser Teil der Heimatgeschichte ist durch die Bewohner aufgearbeitet und dokumentiert worden.
Am Eingang zum Bergwerkspfad „Grube Gottesgabe“ befindet sich eine Lore mit geschichtlichen Daten. Darüber hinaus wurde im Ort ein Heimatmuseum eingerichtet, in dem man sich mit Originalkarten und vielen Exponaten einen guten Überblick über die Geschichte des Bergbaus in Wulmeringhausen machen kann. Interessant dabei ist der wiederentdeckte Bergmannspfad. Mit der Schließung der Gruben in Wulmeringhausen gingen viele Bergarbeiter in die noch im Betrieb befindlichen Gruben nach Ramsbeck, um dort zu arbeiten. Auf dem täglichen Weg zur Arbeit ritzten sie im Elpetal in Buchen einen Kreuzweg.
Im Zweiten Weltkrieg fielen 30 Männer aus dem Dorf als Soldaten, davon die meisten an der Ostfront.
In der Nacht vom 24. auf den 25. Juni 1940 gab es erstmals Fliegeralarm im Dorf, als drei britische Flugzeuge Wulmeringhausen überflogen. Am Abend des 10. 1942 warf ein Flugzeug acht Brandbomben in den Wald, da er im Dorf ein erleuchtetes Fenster sah. Am 6. Oktober 1944 scherten aus einem Bomberverband etwa zehn Bomber aus und warfen ungefähr 21 Bomben. Die einzige Bombe, die mitten ins Dorf fiel, war ein Blindgänger. Der Rest fiel in der Umgebung. Eine Kuh musste notgeschlachtet werden. Ein Mann wurde bei der Kartoffelernte von Erde verschüttet und blieb sonst unverletzt. Der Blindgänger wurde gesprengt. Vier alte Bergwerksstollen wurden zum Luftschutz hergerichtet. Bis zum 24. März 1945 gab es noch weitere Luftangriffe. An den Straßen wurden Deckungslöcher für Fußgänger gegraben. Ab Januar 1945 lagen immer wieder Soldaten der Wehrmacht, darunter sogar lettische Freiwillige, im Dorf. Im März durchzogen Fremdarbeiter, scheinbar überwiegend aus Frankreich und der Sowjetunion, teil mit Karren und Handwagen, das Dorf. Am 24. März griffen Tiefflieger viermal einen LKW mit Anhänger im Dorf mit Bordwaffen an. Eine Richtung Olsberg fliehende Artillerie-Abteilung durchzog am 2. April den Ort. Aus Richtung Altbüren und Süden war Artilleriefeuer zu hören. Am Morgen des 5. April sollte der Volkssturm aus dem Dorf antreten um Stellungen zu bauen, es erschien aber keiner mehr um das Kommando zu übernehmen. Das Geschützfeuer wurde heftiger und die Bevölkerung floh in die Stollen. Um 18:30 Uhr wurden von US-Panzern zwei Salven mit je sechs Granaten aus Richtung Wiemeringhausen ins Dorf geschossen. Nur Fensterscheiben zersprangen. Am Abend wurde das Dorf kampflos besetzt. Der Dachstuhl eines Hauses geriet während des Einmarsches in Brand. Das Feuer konnte schnell gelöscht werden. Am 7. und 8. März schossen im und beim Dorf liegende US-Geschütze rund 1400 Granten Richtung Westen.
Am 23. und 24. Juni 2012 feierte Wulmeringhausen sein 700-jähriges Dorfjubiläum auf einer großen Festmeile im Bereich der Ortsmitte.
Die Haupterwerbszweige heute sind Tourismus, kleine und mittelständische Betriebe und Landwirtschaft.

## Politik

### Ratsmitglieder
Im Rat der Stadt Olsberg wird der Ort vertreten durch:
- Ralph Menke (SPD)

### Ortsvorsteher
Ortsvorsteher des Ortes ist Markus Rüther (SPD).

## Kultur und Sehenswürdigkeiten
Die Vereine des Dorfes prägen das Zusammenleben im Ort. Alte Fachwerkhäuser, die Gebirgslandschaft, Naturdenkmäler und Sehenswürdigkeiten prägen den Ort nach außen.

### Heimatmuseum
Im Dorfgemeinschaftshaus wurde eine ehemalige Wohnung zum Heimatmuseum Wulmeringhausen umgebaut. Dort befinden sich ein Vereins- und Schulzimmer, ein Raum mit Gussbildern, ein Handwerkerzimmer, ein Raum mit Karten und Exponaten zur Bergbaugeschichte und ein Raum, der der Land- und Forstwirtschaft gewidmet ist.

### Bergbau
Östlich der Ortslage von Wulmeringhausen liegen an einem Wanderweg entlang der Neger die Schächte 1 und 2 der "Grube Gottesgabe". Im Gebiet der ehemaligen Halde befinden sich am an den Wegen mehrere Informationstafeln, die Einblicke in die Bergbauhistorie rund um Wulmeringhausen geben. Unmittelbar hinter dem Gemeindehaus befindet sich die Grube Gottesgabe IV, die im Ort „Schulstollen“ genannt wird. Es handelt sich um einen etwa 100 m langen Stollen, der um 1904 gebaut wurde.

### Wandern
Rund um Wulmeringhausen gibt es zahlreiche Wanderwege, die umliegende Berge und Täler erschließen. Darüber hinaus befindet sich im Ort an der Neger ein Naturtretbecken sowie außerhalb des Dorfes im Bereich der Vogelstange ein weiteres Tretbecken. 

### Bauwerke
- Freizeitanlage: An der Buke
- Haus Schiefens
- Steigerhaus
- Dorfgemeinschaftshaus
- St. Nikolaus
- Marienkapelle

### Naturdenkmäler
- Knickschieferung
- Linde
- Naturschutzgebiet Negertal
- Sekundärbiotop

## Vereine
Wulmeringhausen ist ein typisches sauerländisches Dorf. Es ist stark von seinen Vereinen geprägt, die das Dorfleben entscheidend gestalten. Folgende Verein sind im Dorf ansässig:
- Caritasverband Wulmeringhausen
- Freiwillige Feuerwehr Wulmeringhausen
- Förderverein Wulmeringhausen e. V.
- Jugendgruppe Wulmeringhausen
- Kirchengemeinde / Pfarrvikariegemeinde St. Nikolaus Wulmeringhausen
- Musikverein 1898 Wulmeringhausen e. V.
- Sportverein TV Sauerlandia 08 Wulmeringhausen
- St. Nikolaus Schützenbruderschaft Wulmeringhausen
- Ziegenfreunde Wulmeringhausen

## Sonstiges
Wulmeringhausen ist seit Jahren aktiv im Wettbewerb Unser Dorf soll schöner werden.
Seit 2006 ist das Dorf „Golddorf“ von NRW im Wettbewerb „Unser Dorf hat Zukunft“.